# Gilles Kounou
Pour les articles homonymes, voir Kounou (homonymie).
Gilles Kounou est un ingénieur en systèmes d’information,,. De nationalité béninoise, il est le fondateur de OpenSi, une entreprise essentiellement orientée vers la transformation numérique et l'innovation, mais particulièrement axée sur l'expérience client, pour les banques et les assurances. Opensi a mis sur le marché plusieurs services dont KKiaPay et Gomedical,.

## Biographie
Gilles Kounou est un béninois né en 1987. Il est diplômé en avionique à l’école de l’Air de Marrakech et titulaire d'un master en de génie logiciel de l’Institut de mathématiques et de sciences physiques de l’université d'Abomey-Calavi. Passionné des nouvelles technologies depuis l'adolescence, Kounou a commencé sa carrière professionnelle comme employé et s'est également employé dès ses débuts à la diffusion du principal progiciel open source de gestion des universités au sein de la sous-région ouest-africaine. En lançant en 2013 Opensi, Kounou veut faire du Bénin une plateforme d’écosystème numérique capable de créer de la richesse pour le mieux être des populations. Avant la création de sa startup, Gilles Kounou est connu comme étant le manager du Google Developer Group d’Abomey-Calavi et le responsable du réseau d’éducation et de recherche du Bénin. Il est l'un des principaux acteurs privés qui travaillent avec l'État béninois à la numérisation des services publics. Le 14 février 2017, Gilles Kounou est nommé conseiller de la mairie de Cotonou, chargé des missions liées au numérique et à la promotion des projets structurants l’économie numérique de la ville.

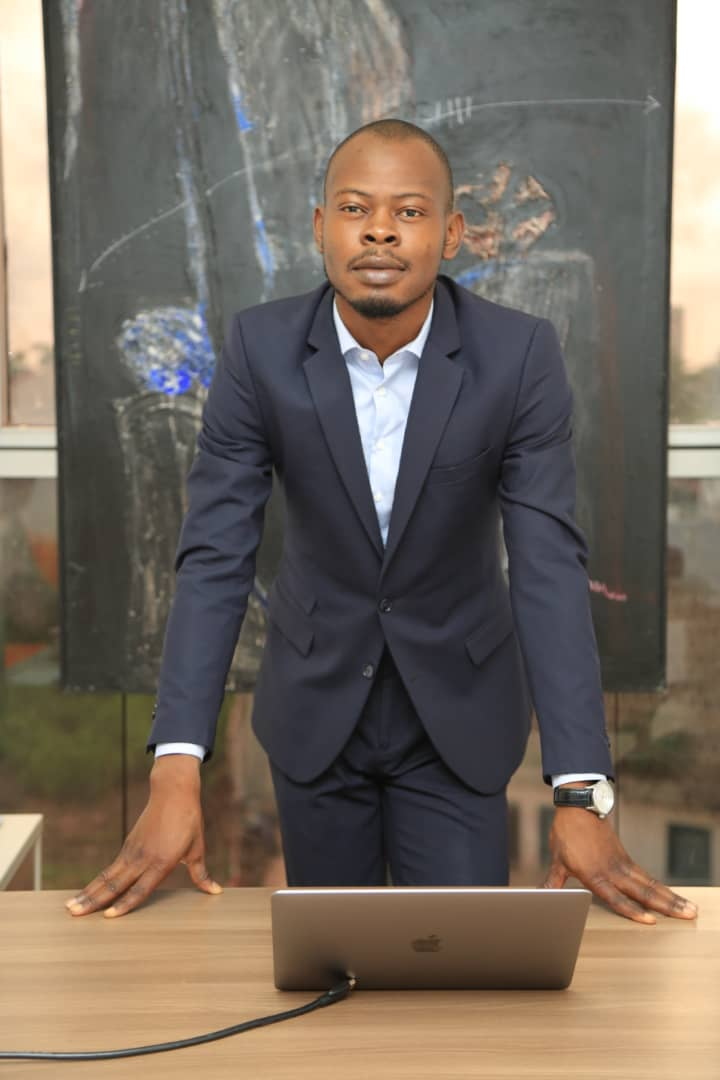
Gilles Kounou dans les locaux d'OpenSi Cotonou

## Gilles Kounou, Opensi et ses services
Avec sa startup, Kounou a développé plusieurs services comme (liste non exhaustive) :
- RechargeBj, une plateforme d'achats de code de recharge d’électricité au Bénin destinée aux entreprises et aux particuliers.
- GoMedical[9],[10], une application pour smartphone et un portail Web, qui permet aux patients de prendre rendez-vous avec le professionnel de leur choix. Il est aussi accessible aux praticiens enregistrés à l'ordre des médecins du Bénin ainsi qu'aux centres de santé.
- Kkiapay, un agrégateur de paiement qui donne la possibilité aux e-commerces et applications en ligne d'intégrer le paiement par mobile au Bénin.
- Tonti+ une plateforme mobile conçue pour dynamiser les usages de la monnaie digitale par les zémidjans.
- Orange banque (Bankiz) une borne de dématérialisation des opérations bancaires en agence[11].

## Distinctions
Gilles Kounou a remporté plusieurs prix au Bénin et à l'international grâce à ses activités. En effet, il est en 2015 avec Jean-Noël Adjaho, Guèdègbé Ronald et Luc Alapini, lauréat du premier prix du hackathon organisé à Cotonou dans le cadre du fonds francophone pour l’innovation numérique mis en place par l’Organisation internationale de la francophonie. Il a gagné en 2020 le deuxième prix au concours Mission Billion, édition « Wuri Afrique de l’Ouest » de la Banque Mondiale,,. Toujours la même année, il remporte grâce à Kkiapay le prix de la startup de l'année.